# Ка-Мі
Тип 2, «мідзу Сенся 2602», «Ка-Мі» (яп. 特二式内火艇　カミ, Току ні сікі утібітеі ка-мі) — японський плаваючий танк часів Другої світової війни, створений на базі легкого танка «Ха-Го». Випущено близько 180 примірників в 1941 — 1945 роках, єдиний японський плаваючий танк, що його випускали масово. Назва танка утворено з «ка» — «плаваючий» і «мі» — від назви фірми «Міцубісі».

## Історія створення
Японці експериментували з плаваючими танками ще з кінця двадцятих років, але особливого успіху не домоглися. В 1940 році ініціатива розробки перейшла до флоту, якому була потрібна спеціальна десантна машина для підтримки великих планів завоювань на Тихому океані, і в 1941 році фірмою «Міцубісі» був представлений прототип танка «Ка-Мі», побудований з урахуванням досвіду минулих невдач. З 1943 року почався випуск поліпшеного варіанта танка з роздільним переднім понтоном, радіостанцією, встановленими позаду гвинтів стернами й іншими поліпшеннями, що накопичилися в ході практичного застосування «Ка-Мі».
«Ка-Мі» вироблялися дрібними серіями з 1942 року і до кінця війни, загальний випуск склав 184 машини. За деякими даними, в це число не входять передсерійні машини. Настільки невеликий обсяг багато в чому пояснюється складністю конструкції плаваючого танка в порівнянні з іншими японськими танками, яка вимагала великої кількості ручної праці при складанні.

## Опис конструкції
«Ка-Мі» був вельми своєрідною бойовою машиною, сильно відрізнялася від того, що зазвичай розумілося під « плаваючим танком». На відміну від зарубіжних зразків, плавучість яких забезпечувалася внутрішнім об'ємом водонепроникного корпуса, «Ка-Мі» тримався на воді за допомогою великих сталевих понтонів, що кріпилися спереду і ззаду танка. З встановленими понтонами танк випливав з борту десантного корабля до місця призначення, після чого на березі скидав їх і вступав у бій. Вибір інженерами «Міцубісі» такої конструкції був пов'язаний з вимогою флоту надати майбутньому танку хорошу мореплавність укупі із здатністю до тривалого плавання в неспокійних водах і дозволом використовувати будь-яке підходяще конструкторське рішення.
У результаті, «Ка-Мі» хоч і не міг самостійно триматися на воді без понтонів, з ними володів чудовою для свого класу мореплавства і за своїми можливостями значно перевершував плаваючі танки традиційної конструкції, здатні діяти тільки в спокійних водах і часто тонули, навіть при невеликих хвилях.
Всі серійні «Ка-Мі» обладналися радіостанцією, а також внутрішнім телефонним переговорним пристроєм, через що двигун працював вкрай шумно.
Просторий корпус «Ка-Мі» дозволив розмістити в ньому екіпаж з п'яти чоловік — водія, стрільця, механіка, командира і заряджаючого. Відсутність перегородки між руховим відсіком і бойовим відділенням значно полегшувало механіку доступ до двигуна, але сильно погіршувало умови роботи екіпажу через шум і просочившихся вихлопних газів. Двомісна ж башта, незважаючи на збільшення, виявилася все одно тісна для двох чоловік, що ускладнювало командиру спостереження за полем бою і знижувало бойову ефективність танка.

### Броньовий корпус і башта

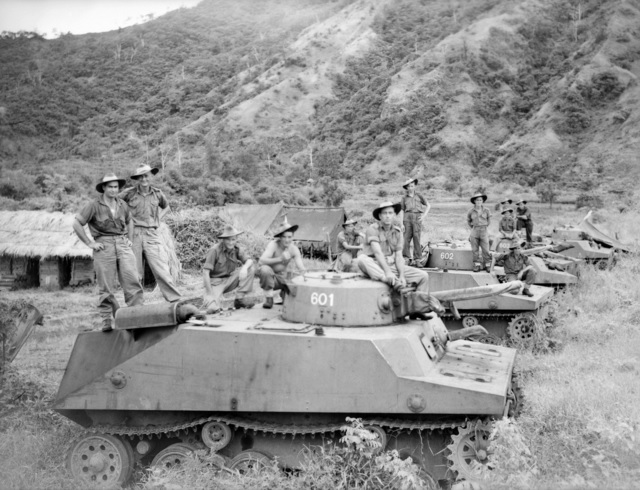
«Ка-Мі» зі знятими понтонами

«Ка-Мі» збирався з броньових листів за допомогою зварювання, клепка застосовувалася лише в незначних ділянках в даху корпусу та башти. Герметичний корпус мав виражену коробчасту форму з розвиненими надгусеничними нішами і великим внутрішнім об'ємом, разюче що відрізняла його від максимально стиснутих, складної форми корпусів сухопутних японських танків. На плаву щілини і погон башти ущільнювалися гумовими прокладками. Своєрідний вид танку надавав об'ємистий короб збірника повітря, що височів над моторним відділенням. 
Великий верхній лист корпусу шириною на всю машину дозволив встановити на «Ка-Мі» нову конічну двомісну башту. З 1943 року на даху башти кріпився захисний кожух з оглядовими вікнами, своєрідний варіант командирської башточки, скидається при висадці. 
Передній понтон об'ємом 6,2 м³, що надавав конструкції обтічну морехідну форму, на машинах перших серій був цілісним, але незабаром став виготовлятися з двох частин, що розділяються при скиданні, щоб полегшити проїзд танку. Обсяг заднього понтона становив 2,9 м³. Для підвищення живучості передній понтон ділився на шість, а задній — на п'ять водонепроникних секцій. Понтони кріпилися на корпусі затискачами типу «клешні краба» і скидалися після висадки за допомогою гвинтового механізму що приводиться зсередини корпусу.

### Озброєння
Основним озброєнням танка на перших машинах була 37-мм гармата Тип 94, аналогічна гарматі «Ха-Го» ранніх випусків, але вже на початку серійного виробництва вона була замінена на довгоствольну 37-мм гармату Тип 1. Боєкомплект гармати складався з 132 бронебійних і осколково-фугасних пострілів. Стандартна для японських танків установка гармати у вертикальних і горизонтальних цапфах дозволяла качати її в межах В± 5° без повороту башти. Наводка гармати у вертикальній площині здійснювалася навідником без будь-яких механізмів за допомогою плечового упору.
Допоміжне озброєння «Ка-Мі» становили два 7,7-мм кулемета Тип 97, один з яких був спарений з 37-мм гарматою, а інший встановлений в лобовому листі корпусу. Ще один, зенітний кулемет міг встановлюватися на кронштейні в кормовій частині башти. Боєкомплект кулеметів становив 3500 патронів.
Під час деяких операцій на «Ка-Мі», як і на іншу японську плаваючу бронетехніку, навішувалися по бортах дві торпеди.

### Двигун і трансмісія
На «Ка-Мі» встановлювався той же двигун, що і на базовий «Ха-Го» — рядний 6‑циліндровий двотактний дизель «Міцубісі» NVD 6120 повітряного охолодження потужністю в 110 к. с. при нормальному режимі. 

### Ходова частина
Ходова частина, незважаючи на зовнішню відміну від «Ха-Го», зберігала традиційну для японських танків підвіску конструкції Т. Хара, але важелі і пружини були заховані всередину корпусу. Лінивець був опущений на землю, щоб збільшити площу опорної поверхні. 
Гусениці сталеві  , кожна з 103 траків з кроком 84 мм і шириною 305 мм. 
Рух на воді здійснювалося за допомогою двох гребних гвинтів, встановлених в нішах в кормовій частині що приводилися у дію від двигуна танка.

## Бойове застосування
Випущені «Ка-Мі» надходили в розпорядженні загонів морської піхоти на зміну малим танкам Тип 94 і легким «Ха-Го». Їх величезний запас ходу на воді і мореплавність, порівняно з невеликим човном, дозволяли висаджувати їх на значній відстані від берега. 
Бідою «Ка-Мі» стало те, що вони з'явилися занадто пізно — у значних кількостях танк став доступний тільки до 1943 році, коли Японія була змушена перейти до стратегічної оборони, і танк, створений для наступальних десантних операцій, мав небагато можливостей проявити себе. До того ж, відсутність артилерійської підтримки разом з втратою японцями переваги в повітрі значно обмежували можливості десанту і не дозволяли повною мірою використовувати можливості «Ка-Мі».
Першим бойовим застосуванням «Ка-Мі» стала битва за Гуадалканал в кінці 1942 року, в якій взяли участь кілька перед-серійних «Ка-Мі». Пізніше кілька «Ка-Мі» використовувалися на Маршаллових островах при обороні авіабази на атолі Рой на початку 1944 року.
Перше масове застосування «Ка-Мі» відбулося в 1944 році на Маріанських островах, в нічний десантної операції з 15 на 16 червня на острові Сайпан. Не мавши ні авіаційної, ні артилерійської підтримки десант був приречений на невдачу, коли вони висадились на фланзі противника «Ка-Мі» були швидко знищені протитанковою артилерією, вогнем РПГ «Базука» та «Шерманом».
Невелика кількість «Ка-Мі» використовувалася 101-м спеціальним морським десантним загоном при обороні Філіппін в кінці 1944 року, де їх застосовували в не мавших особливого успіху рейдах по тилах американців.
В кінці війни окремі «Ка-Мі», як і інша японська бронетехніка, використовувалися в ролі стаціонарних окопаних вогневих точок на Іводзімі та Окінаві.

## Оцінка машини

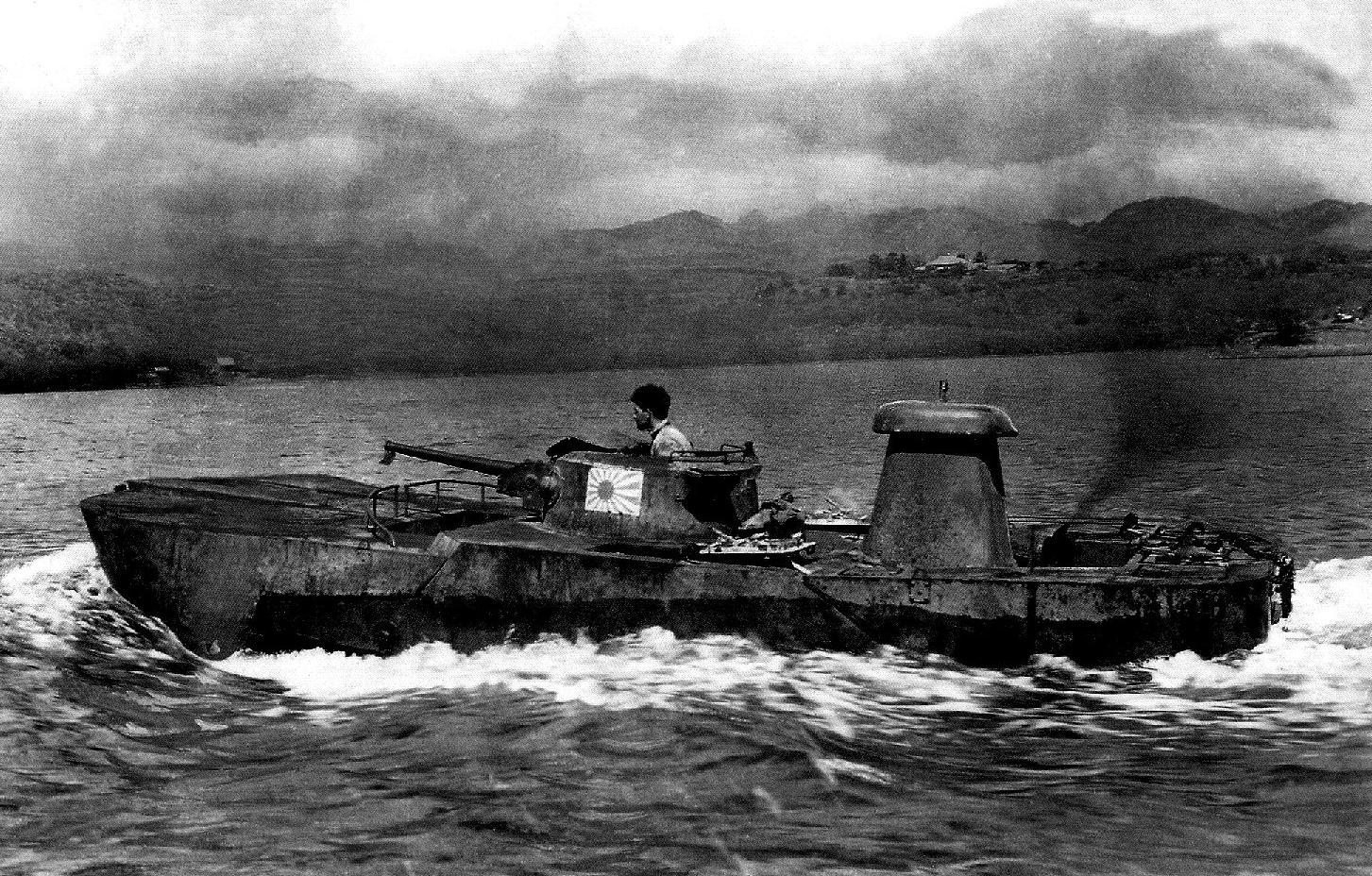
«Ка-Мі» на плаву. Подібність танка з невеликим судном достатньо красномовно говорить про його видатні морехідні якості.

Незважаючи на своє обмежене і, як правило, не надто успішне застосування, «Ка-Мі» з'явився видатним досягненням японського танкобудування. Танк був ідеально пристосований до свого завдання — втрата плавучості після висадки на берег не мала для нього особливого значення. Інженерам «Міцубісі» вдалося знайти єдине рішення, що давало танку достатню мореплавність для дій у відкритому морі за багато кілометрів від берега. У той же час на суші, з скинутими понтонами, танк виявився значно рухливішим і захищеним ніж американські плавучі танки традиційної конструкції які застосовувалися на Тихому океані .
У США в роки війни також проводилися спроби надання плавучості танкам М3 «Стюарт», М4 «Шерман» та M24 «Чаффі» за допомогою аналогічної «Ка-Мі» понтонної схеми. Експерименти з першим, що проводилися напередодні висадки в Нормандії, були припинені, коли стало ясно, що швидкого результату отримати не вдасться. Експерименти ж з двома іншими танками були припинені, оскільки необхідні для підтримки на воді настільки важких машин понтони виявлялися неприпустимо великі. У підсумку, США зупинилися на розробленій у Великій Британії системі Duplex Drive (DD),яка додавала танку плавучість за допомогою розсувного екрану. 

## Де можна побачити
До нашого часу збереглося 8 танків «Ка-Мі».
- Росія — Музей бронетанкового озброєння і техніки в підмосковній Кубинці. Як і більшість інших експонатів цього музею, Ка-Мі знаходиться в працездатному стані
- Республіка Палау — 7 «Ка-Мі», що знаходяться на різних островах. Всі вони кинуті на відкритому повітрі і знаходяться в поганому стані.